# Tracheliastes mourkii
Tracheliastes mourkii is een eenoogkreeftjessoort uit de familie van de Lernaeopodidae. De wetenschappelijke naam van de soort is voor het eerst geldig gepubliceerd in 1881 door Hoffman.